# 4-es metróvonal (Madrid)
A 4-es metróvonal a madridi metróhálózat negyedik vonala. A 16 km-es vonalon jelenleg 23 állomás található. 1944. március 23-án nyílt meg Goya és Argüelles megállók között, majd többszörös hosszabbítással érte el jelenlegi hosszát. A vonalon 2007 óta négykocsis 3400 sorozatú metrószerelvények közlekednek.

## Galéria

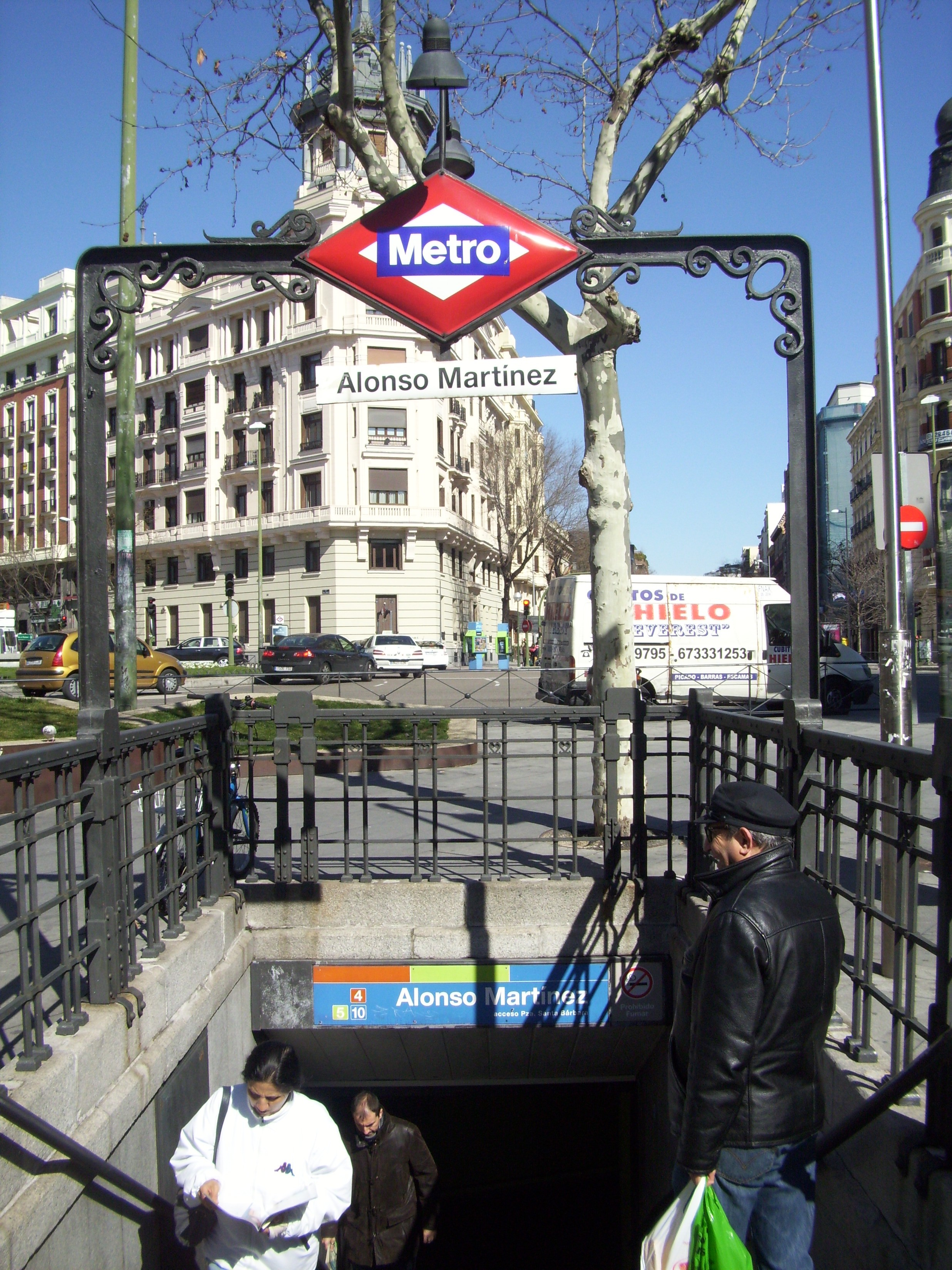
Alonso Martínez metrómegálló
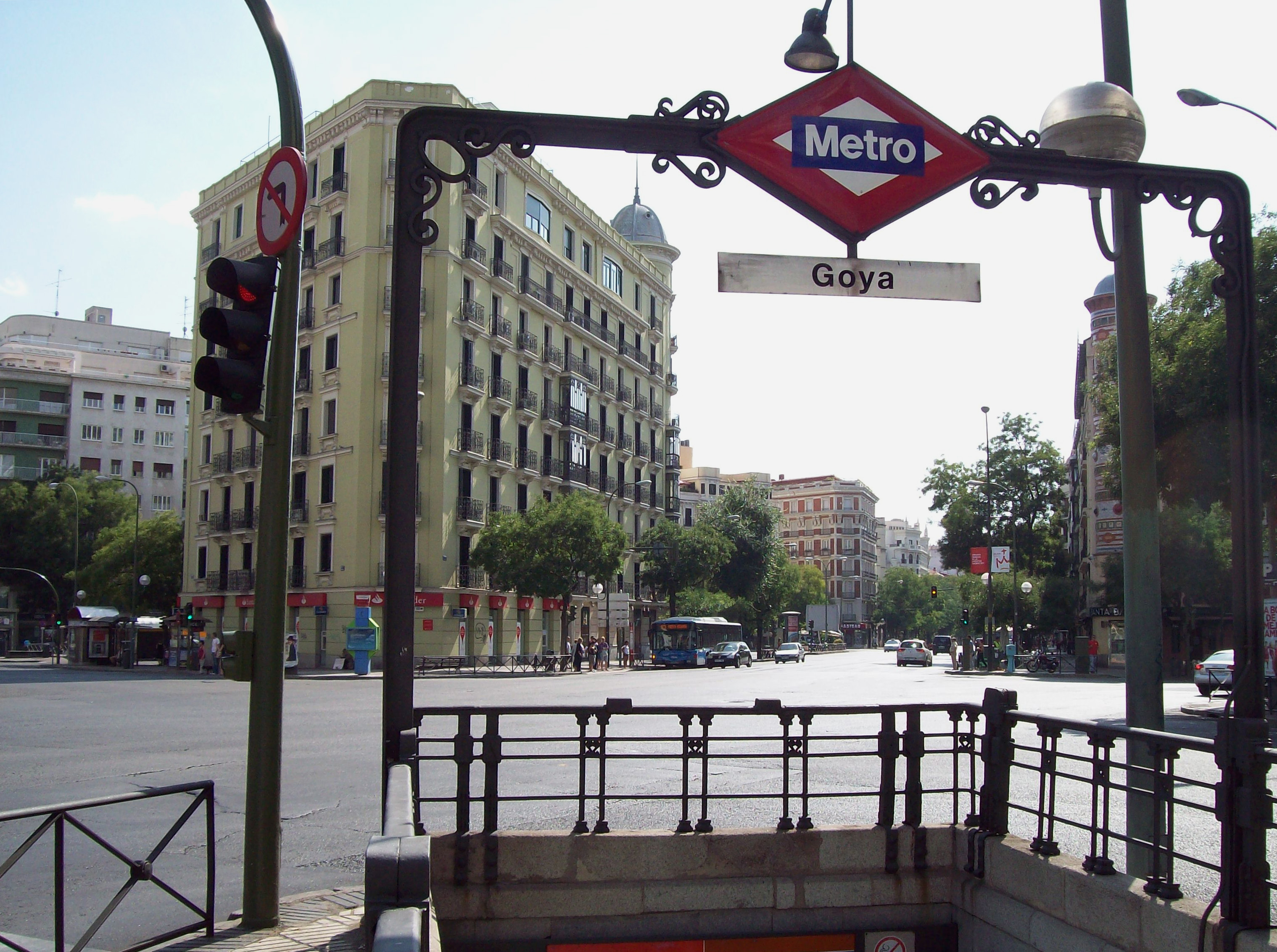
Goya metrómegálló
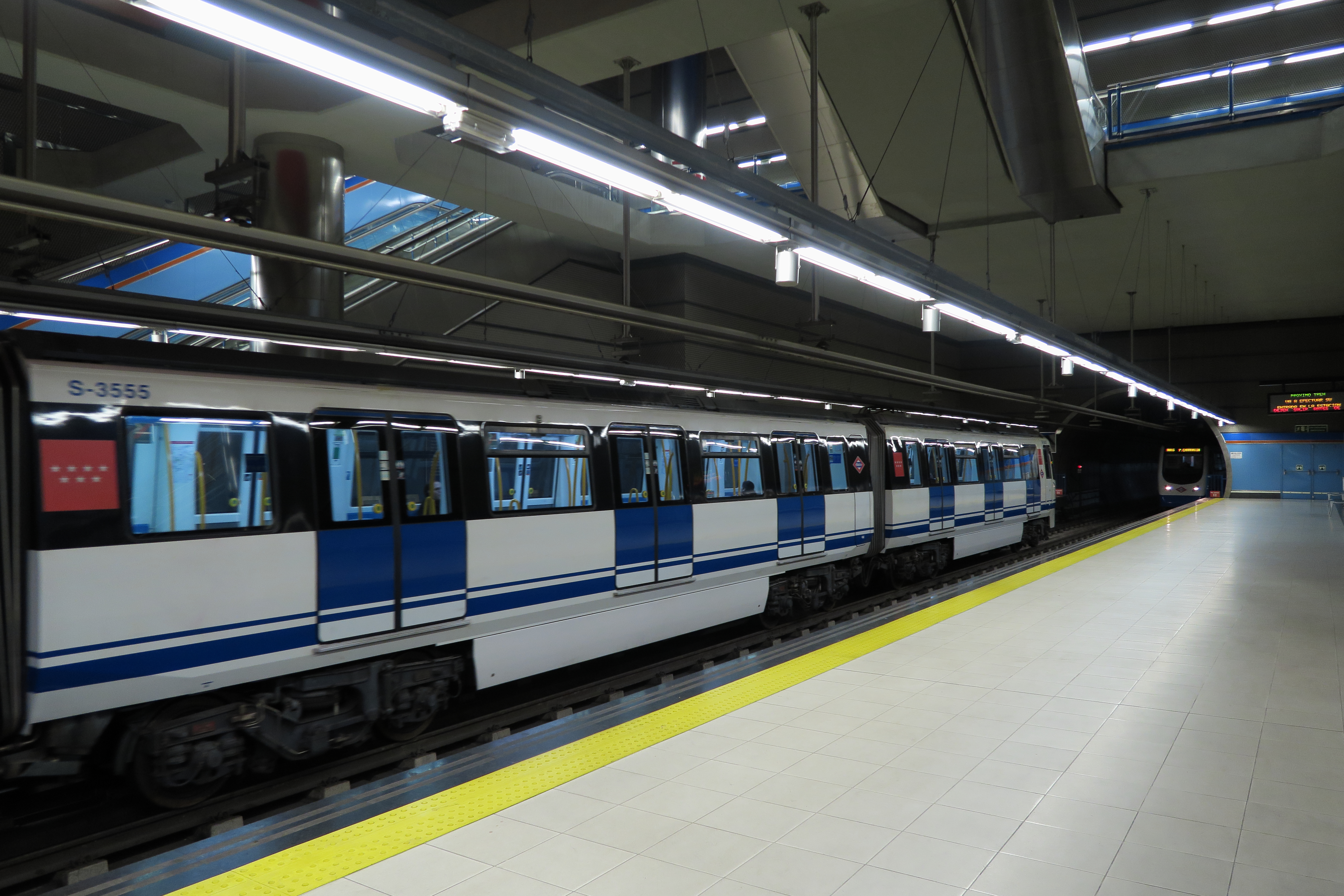
Manoteras metrómegálló